# Cosmin Băcilă
Cosmin Nicolae Băcilă (* 10. September 1983 in Victoria) ist ein ehemaliger rumänischer Fußballspieler.

## Karriere
Die Karriere von Băcilă begann im Jahr 2004 beim FC Ghimbav 2000 in der zweiten rumänischen Liga, der Divizia B. Am Saisonende stand der Abstieg in die Divizia C. Er verließ den Klub zu Aufsteiger Forex Brașov. Mit Forex schloss der Außenverteidiger die Saison 2005/06 auf dem zweiten Platz seiner Staffel hinter Ceahlăul Piatra Neamț ab, verpasste den Aufstieg in die Liga 1 aber in den Relegationsspielen gegen Unirea Urziceni. Anschließend erhielt Băcilă die Möglichkeit, zu Erstligist Farul Constanța zu wechseln. Dort wurde er auf Anhieb zum Stammspieler und kämpfte mit Farul von Beginn an um den Klassenverbleib. In der Spielzeit 2008/09 wurde dieses Ziel verfehlt und er musste mit seinem Team absteigen. Băcilă heuerte daraufhin bei Aufsteiger Internațional Curtea de Argeș an. Mit seiner neuen Mannschaft erreichte er mit den zwölften Platz in der Saison 2009/10 zwar sportlich den Klassenerhalt, Internațional erhielt jedoch keine Lizenz.
Anschließend wechselte Băcilă zu Pandurii Târgu Jiu, das vom Lizenzentzug profitiert hatte und dadurch in der Liga verbleiben konnte. War er dort in der Saison 2010/11 noch Stammkraft und sicherte sich mit seinem Klub den Klassenverbleib, kam er in den beiden folgenden Spielzeiten nur noch selten zum Einsatz. Seit Sommer 2013 stand er nur noch im Kader der zweiten Mannschaft von Pandurii, ehe ihn im Februar 2014 Zweitligist ASA Târgu Mureș verpflichtete. Mit ASA stieg er in die Liga 1 auf, er kam jedoch nur auf einen Einsatz. In den folgenden beiden Spielzeiten kam er nur noch in der Reserve zum Zuge. Seit Sommer 2016 ist er ohne Verein.